# Symptoombestrijding
Symptoombestrijding is het bestrijden van klachten, zonder hierbij de oorzaak van de klachten weg te nemen.
Bij symptoombestrijding worden slechts de gevolgen van geneeskundige klachten aangepakt, waardoor de klachten doorgaans terugkomen of zelfs verergeren. Een voorbeeld is het nemen van paracetamol bij spanningshoofdpijn. Deze behandeling doet de pijn wel verminderen, maar neemt de spanning niet weg, die de hoofdpijn heeft veroorzaakt. Een ander voorbeeld is het gebruik van corticosteroïden bij de behandeling van eczeem. Deze middelen verminderen weliswaar het eczeem, maar zodra men ermee stopt komen de klachten terug, omdat corticosteroïden niet de oorzaak/oorzaken van het eczeem wegnemen.
Symptoombestrijding is eveneens een (vaak pejoratieve) term met betrekking tot probleembestrijding, waarbij men slechts de gevolgen van het probleem bestrijdt, maar niet het probleem zelf.